# Радева
Радева (пол. Radziejowa) — колишнє село в Польщі, у гміні Солина Ліського повіту Підкарпатського воєводства, на перетині етнічних українських територій Лемківщини і Бойківщини. Розташоване в пасмі гір Західних Бескидів, недалеко від кордону зі Словаччиною та Україною.

## Історія
Перша письмова згадка про село знайдена в документі, датованому 1552 роком, як поселення у власності роду Балів. До 1772 року село перебувало в Сяноцькій землі Руського воєводства.
У 1772—1918 роках село було у складі Австро-Угорської монархії, у провінції Королівство Галичини та Володимирії. 1881 року в селі в 35 будинках мешкали 219 осіб (200 греко-католиків, 14 римо-католиків і 5 юдеїв).
У 1919—1939 роках село входило до Ліського повіту Львівського воєводства. У 1921 році в селі було 40 будинків і 227 мешканців (170 греко-католиків, 49 римо-католиків і 10 юдеїв). На 1 січня 1939 року у селі мешкало 330 осіб (310 українців-греко-католиків, 5 українців-римокатоликів, 5 поляків і 10 євреїв).
1946 року перед прибуттям підрозділів Війська Польського для виселення всі жителі сховалися в лісі, незважаючи на зиму. Поляки спалили село та церкву, а більшість жителів незабаром під тиском голоду добровільно переселилися до СРСР, а решта під час операції «Вісла» депортована на понімецькі землі Польщі.

## Церква
1904 року було побудовано нову дерев'яну греко-католицьку церкву святого Миколи. Греко-католицька громада належала до парафії Горянка Балигородського деканату Перемиської єпархії.